# 2018년 조선민주주의인민공화국

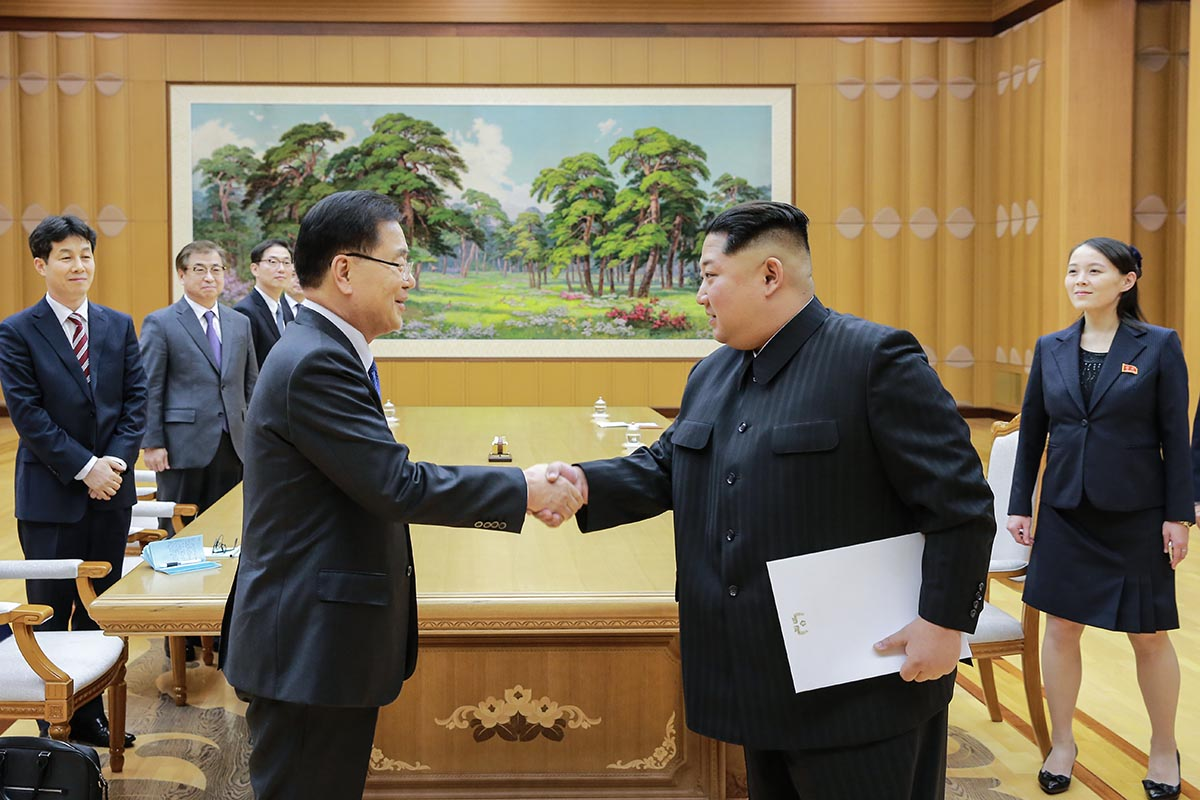

다음은 2018년 조선민주주의인민공화국에서 일어났던 사건들을 정리해 놓은 문서이다.

## 사건

### 1월
- 1월 1일 - 김정은 노동당 위원장이 신년사를 발표하고, "미국 본토 전역이 우리의 핵 타격 사정권 안에 있다"면서 "핵 단추가 내 사무실 책상 위에 항상 놓여있다"고 미국을 향해 강경한 모습을 보였다. 반면 한국을 향해서는 "평창 동계올림픽의 성과적 개최를 기대한다면서 "대표단 파견을 포함해 필요한 조치를 취할 용의가 있으며 이를 위해 북남당국이 시급히 만날 수도 있을 것"이라면서 대화를 제안했다.[1]

## 같이 보기
- 2018년 북중 정상회담